# Blarney Stone

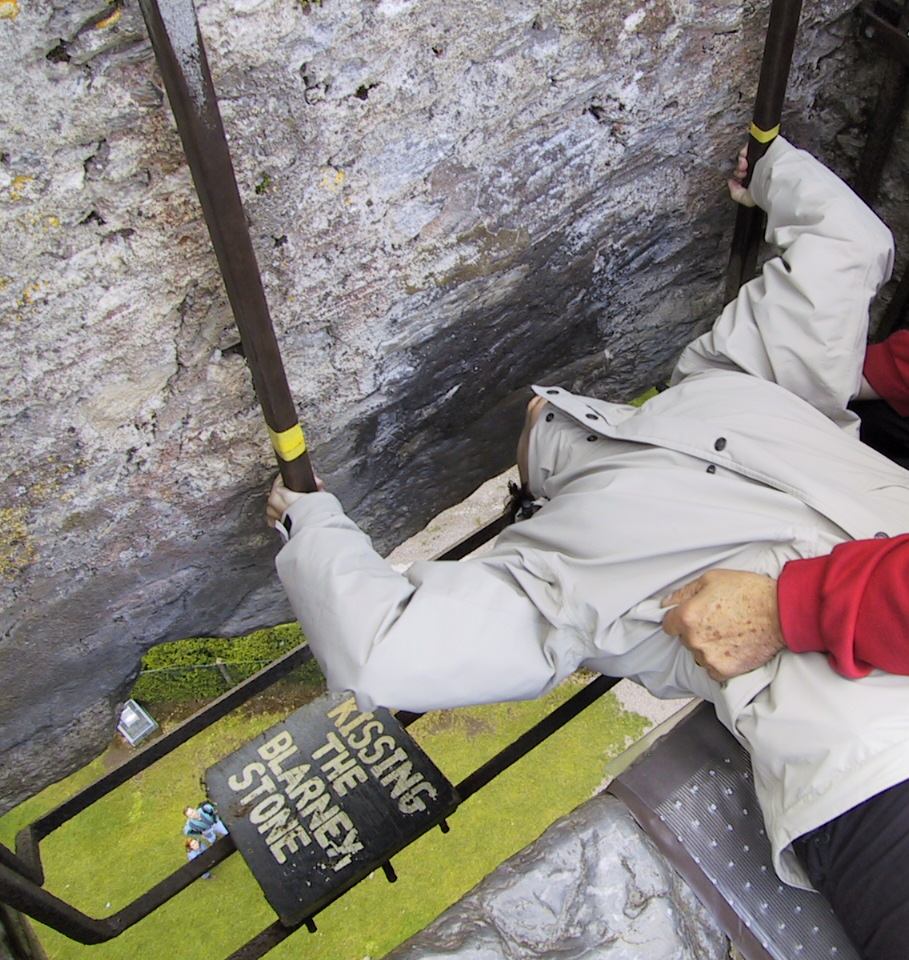
Het kussen van de Blarney Stone

De Blarney Stone is een blok blauwsteen dat ingemetseld is in de borstwering van Blarney Castle te Blarney, ongeveer 8 kilometer van Cork in Ierland. Volgens de legende krijgt iemand die de steen kust the gift of gab (de gave van grote welsprekendheid of kunst van het vleien; gab betekent kletspraat). De steen is in 1446 in een toren van het kasteel gezet. Het kasteel is een populaire toeristische trekpleister in Ierland; van over de hele wereld komen bezoekers om de steen te kussen en het kasteel en de mooie tuinen te bezichtigen.
Het woord blarney heeft in het Engels de betekenis gekregen van gewiekste, vleiende of overredende praat.

## Geschiedenis
De steen, volgens sommigen de helft van de oorspronkelijke Stone of Scone, werd in 1314 door Robert the Bruce aangeboden aan Cormac McCarthy, uit erkentenis voor zijn hulp in de Slag bij Bannockburn.
De eigenaren van Blarney Castle noemen verscheidene andere mogelijkheden voor de herkomst van de steen en zijn veronderstelde krachten, die alle gemeen hebben dat de steen uit Ierland kwam, naar Schotland is meegenomen en in 1314 teruggebracht is naar Ierland.
Een aantal van de mogelijkheden van herkomst:
- de steen die Jakob als kussen gebruikte (Genesis 28:11) en door de profeet Jeremia naar Ierland werd gebracht
- het kussen van Columba van Iona op zijn sterfbed
- de steen Haëzel, waarachter David zich op advies van Jonatan verstopte, toen hij vluchtte voor koning Saul (1 Samuël 20:19), en die tijdens de kruistochten naar Ierland gebracht zou kunnen zijn
- de rots waarop Mozes met zijn staf sloeg om water te maken voor de Israëlieten, tijdens hun vlucht uit Egypte (Exodus 17:6, Numeri 20:11)
- de steen die in Ierland bekendstaat als de Lia Fáil of "Monumentale steen van het Lot", een onderdeel van de troon van de koning, met mysterieuze krachten